# Dolní Čermná
Dolní Čermná település Csehországban, az Ústí nad Orlicí-i járásban. Dolní Čermná Dolní Dobrouč, Horní Třešňovec, Horní Čermná, Verměřovice, Ostrov, Petrovice és Bystřec településekkel határos. Lakosainak száma 1371 fő (2024. január 1.).

## Népesség
A település lakosságának változását az alábbi diagram mutatja:
| Lakosok száma | 3711 | 3557 | 3155 | 1131 | 1238 | 1337 | 1316 | 1345 | 1356 | 1371 |
|               | 1869 | 1890 | 1921 | 1950 | 1980 | 2001 | 2017 | 2019 | 2022 | 2024 |